# Hickman (Nebraska)
Hickman é uma cidade localizada no estado americano de Nebraska, no Condado de Lancaster.

## Demografia
Segundo o censo americano de 2000, a sua população era de 1084 habitantes.
Em 2006, foi estimada uma população de 1404, um aumento de 320 (29.5%).

## Geografia
De acordo com o United States Census Bureau, a localidade tem uma área de 1,3 km², sem área coberta por água.

## Localidades na vizinhança
O diagrama seguinte representa as localidades num raio de 12 km ao redor de Hickman.